# 甑岳 (山形県)
甑岳（こしきだけ）は、山形県東根市と村山市の境にまたがる標高1,016メートルの山である。東北百名山のひとつに数えられる。

## 名前の由来
昔、米などを蒸すのに甑という器が用いられていたが、その甑を逆さに伏したような形をしていることから、甑岳と名づけられた。

## アクセス
【楯岡幕井口まで】 JR村山駅より車で5分 東根I.C.より車15分 【大滝口まで】 大滝駅より車で30分 【鏡沢口まで】 大滝駅より車で30分 【大倉新山口まで】 村山駅より車10分 東根I.C.より車20分

## 登山口
【口】
登山所要時間：2時間30分
避難小屋(有無)：無
避難小屋(開設期)：無
【大滝口】
登山所要時間：2時間30分
避難小屋(有無)：無
避難小屋(開設期)：無
【鏡沢口】
登山所要時間：3時間 
避難小屋(有無)：無
避難小屋(開設期)：無
【大倉新山口】
登山所要時間：1時間30分
避難小屋(有無)：無
避難小屋(開設期)：無